# Lecania femorata
Lecania femorata là một loài ruồi trong họ Asilidae. Lecania femorata được Macquart miêu tả năm 1838. Loài này phân bố ở vùng Tân nhiệt đới.